# カントリー・バラードのすべて
『カントリー・バラードのすべて（ウェスタン全集: 第2巻）』(All About Country Ballads) は、ジミー時田とマウンテン・プレイボーイズのアルバム。
本格的なカントリー・アルバムである。

## 収録曲
Side 1
1. ムーヴィン・オン - I'm Movin' on
2. ドント・ストップ・ザ・ミュージック - Don't Stop the Music
3. 国境の南 - South of the Border
4. 失われた道しるべ - Lost Highway
5. こぼれる涙 - Tear Falls
6. サムデイ - Someday

Side 2
1. サパー・タイム - Supper Time
2. サン・アントニオ・ローズ - San Antonio Rose
3. 落ちる涙が銀貨なら - If Teardrops Were Pennies
4. たそがれのワルツ - I Really Don't Want To Know
5. エディーとジョニー - Eddie And Johnny
6. ワイルド・サイド・オブ・ライフ - The Wild Side of Life

## パーソネル
ジミー時田とマウンテン・プレイボーイズ